# Wale (artist)
Wale, artistnamn för Olubowale Victor Akintimehin, född 21 september 1984 i Washington, D.C., är en amerikansk hiphopartist från Washington. Efter att ha rappat på mixtapes sedan 2005, signerade Wale under 2009 kontrakt med Roc Nation och släppte sitt debutalbum Attention Deficit. Han klassificeras tillsammans med Drake, Asher Roth och Kid Cudi som "New School" och anses därmed tillhöra nästa generations hiphopartister. Wale har även Jay-Z som mentor.